# Todavía
Todavía је студијски албум италијанске певачице Мине из 2007. Албум садржи песме на шпанском и португалском језику.

## Списак пјесама
1. Grande amor (Grande amore) — 4:38
2. Vuela por mi vida (Volami nel cuore) — 3:29
3. Un año de amor (Un anno d'amore) — 4:46
4. Llévate ahora (Portati via) — 3:56
5. Cuestión de feeling (Questione di feeling) — 4:56
6. Corazón felino (Brivido felino) — 3:44
7. Uvas maduras (Succhiando l'uva) — 4:10
8. Valsinha — 2:50
9. Nieve (Neve) — 5:19
10. Agua y sal (Acqua e sale) — 4:44
11. No se si eres tu (Sei o non sei) — 3:48
12. Parole parole — 4:06
13. Sin piedad — 5:11
14. ¿Cómo estás? (Come stai?) — 4:36

## Позиције на листама
| Листа (2007)         | Највиша позиција |
| -------------------- | ---------------- |
| Италија (FIMI)       | 1                |
| Шпанија (PROMUSICAE) | 36               |

## Сертификације и продаја
| Држава         | Сертификација | Продаја |
| -------------- | ------------- | ------- |
| Италија (FIMI) | Платински     | 80.000  |